# Edwin Hartenstein
Heinrich Friedrich Edwin Hartenstein (* 10. November 1850 in Ebersdorf; † 25. Oktober 1920 in Schleiz) war ein deutscher Lehrer und Politiker.

## Leben
Hartenstein war der Sohn des fürstlichen Rendanten Johann Friedrich Ernst Hartenstein in Schleiz und dessen Ehefrau Karoline Emilie Johanne geborene Kästner verw. Hentsch. Hartenstein, der evangelisch-lutherischer Konfession war, heiratete am 7. Juni 1881 in Schleiz Marie Wilhelmine Reichhold (* 25. Juni 1854 in Schleiz; † 20. November 1934 ebenda), die Tochter des Posamentierers Carl Friedrich Reichhold in Schleiz. Wilhelm Hartenstein ist ein Sohn.
Hartenstein besuchte bis 1865 die Vorschule „Möllersches Institut“ in Ebersdorf und von Ostern 1865 bis Ostern 1872 das Gymnasium Rutheneum in Schleiz. Nach dem Abitur studierte er bis 1875 Mathematik und Naturwissenschaften in Jena, Leipzig und Halle. Danach war er Hauslehrer in Genua und Lindau am Bodensee. Ab 1877 war er Hilfslehrer, ab 1879 ordentlicher Lehrer und ab Ostern 1887 Dritter Oberlehrer am Gymnasium in Schleiz. 1892 wurde er Professor. 1819 wurde er Ehrenmitglied der „Gesellschaft von Freunden der Naturwissenschaften“ in Gera.
Er vertrat zunächst konservative Positionen und wurde dann Nationalliberaler. 1883 bis 1895 und 1898 bis 1911 gehörte er dem Gemeinderat von Schleiz an. Vom 27. Oktober 1901 bis zum 27. November 1913 war er Mitglied im Landtag Reuß jüngerer Linie.
1905 wurde er mit dem fürstlichen goldenen Verdienstkreuz und 1910 mit der Ernennung zum Hofrat ausgezeichnet.